# Missne
Missne (Calla palustris) är en art i familjen kallaväxter. Den är den enda arten i släktet och har en cirkumboreal utbredning. Den förekommer naturligt i Sverige och är allmän i de södra delarna, men är mer sällsynt i norr. Den växer i tjärnar och insjöar. Arten odlas även som vattenväxt i trädgårdar. Efter blomningen får arten röda bär som är giftiga för människor.
Äldre alternativa namn var Drakrot och Mäss.

## Synonymer
- Calla brevis (Raf.) Á.Löve & D.Löve
- Calla cordifolia Stokes
- Calla generalis E.H.L.Krause
- Calla ovatofolia Gilib.
- Calla palustris f. aroiformis  Asch. & Graebn.
- Calla palustris f. gracilis   Asch. & Graebn.
- Calla palustris f. polyspathacea Vict. & J.Rousseau
- Callaion bispatha Raf.
- Callaion brevis Raf.
- Callaion heterophylla Raf.
- Callaion palustris (L.) Raf.
- Dracunculus paludosus Friche-Joset & Montandon
- Provenzalia bispatha (Raf.) Raf.
- Provenzalia brevis (Raf.) Raf.
- Provenzalia heterophylla (Raf.) Raf.
- Provenzalia palustris (L.) Raf.

### Webbkällor
- Den virtuella floran - Missne
- Missne i Carl Lindman, Bilder ur Nordens flora (andra upplagan, Wahlström och Widstrand, Stockholm 1917–1926)
- Wikimedia Commons har media som rör Missne.